# Alec Roberts
Alec Roberts (* in Los Angeles, Kalifornien) ist ein US-amerikanischer Schauspieler, der vor allem in den Jahren 2000 und 2001 in namhaften Film- und Fernsehproduktionen zu wesentlichen Rollen kam.

## Leben und Karriere
Der in Los Angeles an der Westküste der Vereinigten Staaten geborene Roberts hatte seinen ersten nennenswerten Auftritt, als er in A Family in Crisis: The Elian Gonzales Story, einem Film über das kubanische Flüchtlingskind Elián González, die Hauptperson des Films darstellte. Noch im selben Jahr hatte er auch eine Rolle im Film Traffic – Macht des Kartells, in dem er David Ayala, den Sohn von Helena Ayala (gespielt von Catherine Zeta-Jones), mimte. Im darauffolgenden Jahr folgten ein Auftritt in einer Episode von Emergency Room – Die Notaufnahme sowie eine wesentliche Rolle in 13 Geister, wo er in die Rolle des kleinen Robert „Bobby“ Kriticos schlüpfte.
Der sportliche Alec Roberts ist seit dem Jahre 1999 begeisterter Tänzer und absolvierte dabei bereits verschiedene Klassen in den Belinda Studios in Downey (Los Angeles County). Dabei ist er vorwiegend auf Stepptanz, Jazz Dance, Hip-Hop, aber auch auf Akrobatik spezialisiert. Außerdem nahm er bereits an verschiedenen Wettbewerben in ganz Kalifornien teil.

## Filmografie
- 2000: A Family in Crisis: The Elian Gonzales Story
- 2000: Traffic – Macht des Kartells (Traffic)
- 2001: Emergency Room – Die Notaufnahme (ER, Fernsehserie, eine Folge)
- 2001: 13 Geister (Thir13en Ghosts)